# Halerbaach
Halerbaach är ett vattendrag i Luxemburg. Det ligger i den centrala delen av landet, 27 kilometer nordost om huvudstaden Luxemburg.
I omgivningarna runt Halerbaach växer i huvudsak blandskog. Runt Halerbaach är det ganska tätbefolkat, med 60 invånare per kvadratkilometer.